# Побєдинське сільське поселення (Хабаровський район)
Побє́динське сільське поселення (рос. Побединское сельское поселение) — сільське поселення у складі Хабаровського району Хабаровського краю Росії.
Адміністративний центр — селище Побєда.

## Населення
Населення сільського поселення становить 862 особи (2019; 1131 у 2010, 1524 у 2002).

## Склад
До складу сільського поселення входять:
| Населений пункт | Населення, осіб (2002) | Населення, осіб (2010) |
| --------------- | ---------------------- | ---------------------- |
| Іванковці, село | 6                      | 5                      |
| Пасіка, село    | 548                    | 392                    |
| Побєда, селище  | 965                    | 733                    |
| Хаїл, село      | 5                      | 1                      |